# Acetropis carinata

## Опис
Боја тела се креће од сивкасте до црне, ноге су жуто-сиве а тарзуси црне боје. На глави се обично уочавају три уздужне браон линије, а на пронотуму две. Антене су обично црне боје, са жутом базом.
Дужина тела код мужјака износи од 6,4 до 6,9 милиметара, а код женки од 6,6 до 7. Могу се јавити и псеудобрахиптерне јединке код женки (брахиптерне=краткокриле), чија дужина износи од 5,6 до 5,9 милиметара.
Адулти се срећу од почетка јуна до краја јула. Презимљавају у стадијуму јајета. Обично се развија једна генерација годишње.

## Станиште
Врста Acetropis carinata насељава травната и сува станишта.

## Распрострањење
Врста насељава централну Европу и медитерански регион. Забележена у следећим земљама: Србији, Аустрији, Белгији, Босни и Херцеговини, Бугарској, Хрватској, Чешкој Републици, на копну Данске и Француске, Немачкој, Мађарској, Македонији, у северном и северо-западном делу европске Русије, Румунији, Пољској, Словачкој и у другим земљама Европе.

## Синоними
- Wagner, 1974
- Herrich-Schaeffer, 1841